# Čermany
Čermany este o comună slovacă, aflată în districtul Topoľčany din regiunea Nitra. Localitatea se află la altitudinea de 179 m deasupra n.m., se întinde pe o suprafață de 10,84 km2 și în 2017 număra 352 de locuitori.

## Istoric
Localitatea Čermany este atestată documentar din 1257.

## Demografie
| An:                | 1994 | 2004   | 2014   | 2024 |
| ------------------ | ---- | ------ | ------ | ---- |
| Număr de persoane: | 397  | 385    | 366    | 366  |
| Diferență:         |      | −3,02% | −4,93% | +0%  |

| An:                | 2023 | 2024   |
| ------------------ | ---- | ------ |
| Număr de persoane: | 363  | 366    |
| Diferență:         |      | +0,82% |